# Гедеон Јуришић
Гедеон Јуришић (1809 – 1872) био је игуман манастира Савинац.

## Биографија
Рођен је у Иригу у Срему. Био је избеглица из Аустроугарске. У Крагујевац је прешао 1829. и постао дворски ђакон, док је 1844. године отишао у Дечане. Од 1857. био је игуман у манастирима Бешеново, у Далмацији и Боки Которској. Касније, од 1870. био је игуман у манастиру Раковица.
Са свега 21 годином постављен је за игумана манастира Савинац. Гедеон Јуришић први је увео манастирске књиге рођених, крштених и венчаних (у периоду од 1830. до 1839) и водио је летопис манастира Савинац. Зна се да је он у том крају описменио већи број људи. На пример, код њега је учио будући свештеник и парох прањански – Игњат Дамјановић из Теочина.
Објавио је књигу „Дечански првенац” 1852. године у Новом Саду.
Сахрањен је у манастиру Раковица.